# 北愛爾蘭行政院
北愛爾蘭行政院（英語：Northern Ireland Executive；阿爾斯特蘇格蘭語：Norlin Airlan Executive）是北愛爾蘭經權力下放後組成的政府機關，為北愛立法機關北愛爾蘭議會屬下的行政分支，屬協商政治政府。行政院是因應英國和愛爾蘭雙方達成的貝爾法斯特協議成立，並根據《1998年北愛爾蘭法令》獲法定地位，需要向北愛爾蘭議會負責。行政院在法例中全稱北愛爾蘭議會行政委員會（Northern Ireland Assembly Executive Committee）。
北愛爾蘭行政院由北愛爾蘭首席部長和副首席部長及各個部長組成。行政院的大多數部長職位會按照漢狄法分配予北愛爾蘭議會內各個政黨，再由相應政黨推舉人選；北愛爾蘭司法部部長是以跨陣營投票方式由議會選出。行政院會為英國的三個權力下放政府之一，其餘兩個為蘇格蘭政府和威爾斯政府。

## 政府架構
根據《2016年政府部門法令（北愛爾蘭）》，行政院轄下部門重組成以下各部：
- 行政院辦公室（英语：Executive Office (Northern Ireland)）
- 農業、環境及鄉郊事務部（英语：Department of Agriculture, Environment and Rural Affairs）
- 社區部（英语：Department for Communities）
- 經濟部（英语：Department for the Economy）
- 教育部（英语：Department of Education (Northern Ireland)）
- 財政部（英语：Department of Finance (Northern Ireland)）
- 衛生部（英语：Department of Health (Northern Ireland)）
- 基礎建設部（英语：Department for Infrastructure (Northern Ireland)）
- 司法部（英语：Department of Justice (Northern Ireland)）

## 行政委員會
| 職務                       | 姓名 | 姓名 | 姓名                | 政黨           | 任期       |
| -------------------------- | ---- | ---- | ------------------- | -------------- | ---------- |
| 行政院部長                 |      |      |                     |                |            |
| 首席部長                   |      |      | 敖美雪              | 新芬黨         | 2024年至今 |
| 副首席部長                 |      |      | 愛瑪·利特爾-彭傑利  | 民主統一黨     | 2024年至今 |
| 農業、環境及鄉郊事務部部長 |      |      | 安德魯·繆爾         | 聯盟黨         | 2024年至今 |
| 社區部部長                 |      |      | 戈登·萊昂斯         | 民主統一黨     | 2024年至今 |
| 經濟部部長                 |      |      | 康納·墨菲           | 新芬黨         | 2024年至今 |
| 教育部部長                 |      |      | 保羅·吉文           | 民主統一黨     | 2024年至今 |
| 財政部部長                 |      |      | 考伊姆赫·阿奇博爾德 | 新芬黨         | 2024年至今 |
| 衛生部部長                 |      |      | 麥克·內斯比特       | 阿爾斯特統一黨 | 2024年至今 |
| 基礎建設部部長             |      |      | 約翰·奧道德         | 新芬黨         | 2024年至今 |
| 司法部部長                 |      |      | 內奧米·郎           | 聯盟黨         | 2024年至今 |
| 列席行政委員會的成員       |      |      |                     |                |            |
| 初級部長 (協助首席部長）   |      |      | 艾斯林·賴利         | 新芬黨         | 2024年至今 |
| 初級部長 (協助副首席部長） |      |      | 帕姆·卡梅隆         | 民主統一黨     | 2024年至今 |

## 外部連結
- 北愛爾蘭行政院（页面存档备份，存于）